# شار جکسون
 شار جکسون (انگلیسی: Shar Jackson؛ زادهٔ ۳۱ اوت ۱۹۷۶) یک هنرپیشه، و نوازنده اهل ایالات متحده آمریکا است. وی از سال ۱۹۹۳ میلادی تاکنون مشغول فعالیت بوده‌است.

او در فیلم برگر خوب و سمی بازی کرده است.